# Sadroc
Sadroc – miejscowość i gmina we Francji, w regionie Nowa Akwitania, w departamencie Corrèze.
Według danych na rok 1990 gminę zamieszkiwały 634 osoby, a gęstość zaludnienia wynosiła 33 osoby/km² (wśród 747 gmin Limousin Sadroc plasuje się na 204. miejscu pod względem liczby ludności, natomiast pod względem powierzchni na miejscu 360.).